# オークランド男爵
オークランド男爵（英: Baron Auckland）は、イギリスの男爵位。外交官・政治家のウィリアム・イーデンが、1789年にアイルランド貴族、1793年にグレートブリテン貴族として叙位されたことに始まる。以後現在までイーデン家によって保持されている。

## 歴史
第3代準男爵サー・ロバート・イーデンの三男ウィリアム・イーデンはアイルランド担当大臣（Chief Secretary for Ireland）・在スペインイギリス大使・商務庁長官などを務めた政治家で、1789年11月18日にオークランド男爵（Baron Auckland、アイルランド貴族）に、1793年5月22日にカウンティ・オブ・ダラムにあるウェスト・オークランドのオークランド男爵（Baron Auckland, of West Auckland in the County of Durham、グレートブリテン貴族）に叙された。
初代男爵が死去すると、次男のジョージ・イーデンが爵位を相続した。彼は商務院総裁・王立造幣局局長（Master of the Mint）・海軍卿（First Lord of the Admiralty）・インドの総督を歴任し、1839年12月21日にカウンティ・オブ・サリーにあるノーウッドのイーデン男爵（Baron Eden, of Norwood in the County of Surrey）およびオークランド伯爵（Earl of Auckland）に叙された。しかし生涯結婚しなかったため、この二つの爵位（ともに連合王国貴族）は一代限りで断絶した。なおニュージーランドのオークランド、オークランド市内にあるイーデン・パーク、近郊にあるイーデン山（Mount Eden）は彼に由来する。
3代男爵となったのは2代男爵の弟のロバート（Robert Eden）である。彼は聖職者で、ソドー・アンド・マン主教（Bishop of Sodor and Man）やバース・アンド・ウェルズ主教（Bishop of Bath and Wells）を務めた。
3代男爵が死去すると、その長男で在カールスルーエ代理公使などを務めた外交官のウィリアム・ジョージが襲爵した。その長男のウィリアム・モートンが5代男爵に、ウィリアム・モートンの次男のフレデリック・コルヴィンが6代男爵となった。
6代男爵には子がなかったため、彼の没後、爵位は5代男爵の従弟であるジェフリー・モートンが相続した。次いでジェフリー・モートンの弟のテレンスが8代男爵に、テレンスの長男のイアン・ジョージが9代男爵となった。第10代となる現在のオークランド男爵はイアン・ジョージの息子であるロバート・イアン・バーナードで、1997年7月28日に襲爵した。

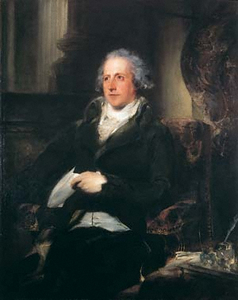
初代オークランド男爵ウィリアム・イーデン。1792年、サー・トマス・ローレンス画
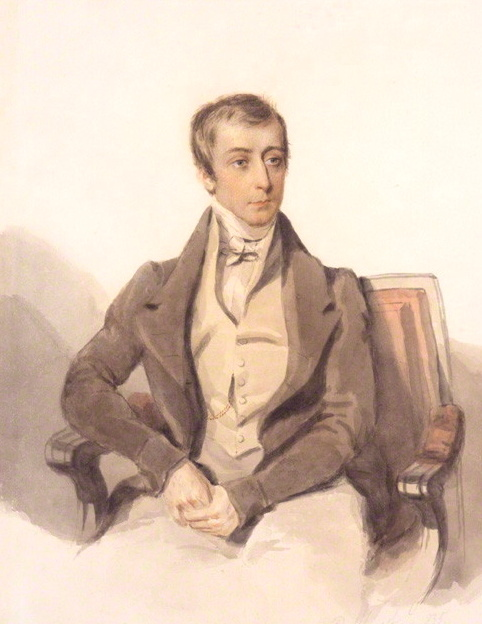
第2代オークランド男爵ジョージ・イーデン（後の初代オークランド伯爵）。1835年、シモン・ジャック・ロシャール画
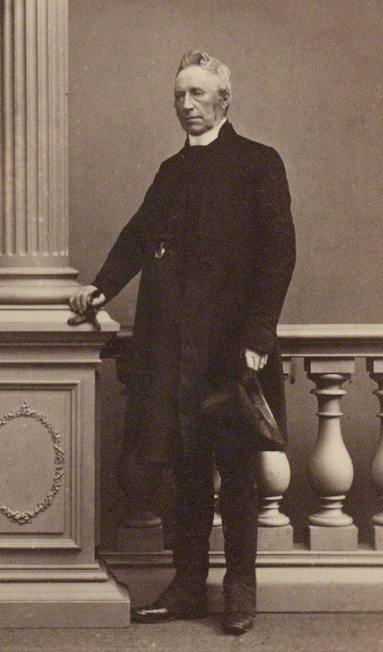
第3代オークランド男爵ロバート・イーデン。1860年頃

## 一覧

### オークランド男爵 （1789年）
- 初代オークランド男爵ウィリアム・イーデン （1744年 - 1814年）（1789年にもオークランド男爵叙爵）
- 第2代オークランド男爵ジョージ・イーデン （1784年 - 1849年）
  - 1839年、オークランド伯爵に叙位。

### オークランド伯爵 （1839年）
- 初代オークランド伯爵ジョージ・イーデン （1784年 - 1849年）

### オークランド男爵 （1789年・復帰）
- 第3代オークランド男爵ロバート・イーデン （1799年 - 1870年）
- 第4代オークランド男爵ウィリアム・ジョージ・イーデン （1829年 - 1890年）
- 第5代オークランド男爵ウィリアム・モートン・イーデン （1859年 - 1917年）
- 第6代オークランド男爵フレデリック・コルヴィン・ジョージ・イーデン （1895年 - 1941年）
- 第7代オークランド男爵ジェフリー・モートン・イーデン （1891年 - 1955年）
- 第8代オークランド男爵テレンス・イーデン （1892年 - 1957年）
- 第9代オークランド男爵イアン・ジョージ・イーデン （1926年 - 1997年）
- 第10代オークランド男爵ロバート・イアン・バーナード・イーデン （1962年 - ）
  - 爵位の推定相続人は10代男爵の従弟のヘンリー・ヴェイン・イーデン（1958年 - ）[1]
    - ヘンリー・ヴェイン・イーデンの法定推定相続人は息子のオリヴァー・イーデン（1990年 - ）[1]